# فيرجينيا راندولف كاري
فيرجينيا راندولف كاري (بالإنجليزية: Virginia Randolph Cary)‏ هي كاتِبة ومؤلفة أمريكية، ولدت في 30 يناير 1786، وتوفيت في 2 مايو 1852 في الإسكندرية في الولايات المتحدة.